# 塩井雨江
塩井 雨江（しおい うこう、1869年2月13日（明治2年1月3日） - 1913年（大正2年）2月1日）は、日本の詩人、国文学者。
兵庫県出身。本名・正男。1895年東京帝国大学文科大学国文科卒。落合直文に師事。1895年『帝国文学』の創刊とともに編集委員となり、擬古文で名を知られた。詩人として新体詩の普及に貢献する一方で、国文学者としても活躍。
立教学校（現・立教大学）で教授を務めた後、1902年日本女子大学校教授、1911年奈良女子高等師範学校教授。美文典範で知られる。

## 著書
- 『中学日本文典』六盟館 1897
- 『暗香疎影 美文韵文』博文館 1901
- 『中学国文典』六盟館 1901
- 『韻文作法』人文社 1903
- 『女子文章作法』東洋社 1907
- 『新古今集詳解』明治書院 1897－1908
- 『新古今和歌集詳解』明治書院 1908
- 『雨江全集』武島羽衣,大町桂月編 博文館 1913

### 共著
- 『花紅葉 美文韻文』共著 博文館 1896
- 『新体日本文学史』高橋竜雄共著 普及舎 1902
- 『女子軍歌』白井規矩郎曲 博文館 1904
- 『新体女子用文』小野鵞堂 中村春堂書 文栄閣 1909
- 『時文軌範』中村茂文共編 水野書店 1909

### 翻訳
- ウォルター・スコット『湖上乃美人 今様長歌』開新堂 1895

## 注
1. ↑  小学館　日本大百科全書(ニッポニカ) 『塩井雨江』 ‐ コトバンク
2. ↑  海老澤 有道「明治反動期におけるキリスト教教育の一齣 : 立教学校文学会刊『八紘』紹介を兼ねて」『史苑』第22巻第2号、立教大学文学部、1962年1月、1-19頁。
3. ↑  『日本近代文学大事典』講談社、1984